# Tomáš Kudělka
Tomáš Kudělka (* 10. März 1987 in Gottwaldov, Tschechoslowakei) ist ein tschechischer Eishockeyspieler, der seit Januar 2022 beim HC Přerov in der tschechischen 1. Liga unter Vertrag steht.

## Karriere
Tomáš Kudělka begann seine Karriere als Eishockeyspieler in seiner Heimatstadt in der Nachwuchsabteilung des HC Zlín, für dessen Profimannschaft er von 2003 bis 2005 in der tschechischen Extraliga aktiv war. Anschließend wurde der Verteidiger im NHL Entry Draft 2005 in der fünften Runde als insgesamt 136. Spieler von den Ottawa Senators ausgewählt, für die er allerdings nie spielte. Stattdessen lief er von 2005 bis 2007 in der kanadischen Juniorenliga Western Hockey League für die Lethbridge Hurricanes, die ihn beim CHL Import Draft 2005 in der ersten Runde als insgesamt 45. Akteur gezogen hatten, auf. Zwischen 2005 und 2010 bestritt der ehemalige Junioren-Nationalspieler insgesamt 182 Spiele für Ottawas Farmteam, die Binghamton Senators aus der American Hockey League. Dabei erzielte er zwölf Tore und gab 36 Vorlagen. Anschließend kehrte der Tscheche nach Europa zurück und unterschrieb einen Vertrag für die Saison 2010/11 beim neu gegründeten HK Budiwelnik Kiew aus der Kontinentalen Hockey-Liga. Da sein neuer Klub den Spielbetrieb nicht aufnahm, verließ er diesen wieder und wurde im August 2010 vom HC Eaton Pardubice aus der Extraliga unter Vertrag genommen.
Mitte Oktober 2010 wurde Kudělka nach neun Spielen in Tschechien von TPS Turku aus der SM-liiga verpflichtet. Zur Saison 2011/12 kehrte er in seine tschechische Heimat zurück und unterschrieb einen Vertrag beim HC Vítkovice Steel aus der Extraliga. Dort spielte er bis 2016 durchgängig mit Ausnahme der ersten Hälfte der Saison 2014/15, die er bei den Pelicans in der Liiga verbrachte.
Im Juli 2017 wurde Kudělka vom KHL Medveščak Zagreb aus der österreichischen Eishockey-Liga (EBEL) unter Vertrag genommen. Im Dezember 2018 wechselte er innerhalb der Liga zum HC Innsbruck, bei dem er die Saison beendete. Nachdem er von 2019 bis 2021 beim VHK Vsetín in der zweitklassigen tschechischen 1. Liga gespielt hatte, wechselte er zum Chamonix Hockey Club in die Ligue Magnus. Bereits im Januar 2022 kehrte er jedoch in die tschechische 1. Liga zurück, wo er seither beim HC Přerov auf dem Eis steht.

### International
Für Tschechien nahm Kudělka an der U18-Junioren-Weltmeisterschaft 2005 sowie den U20-Junioren-Weltmeisterschaften 2006 und 2007 teil.

## Erfolge und Auszeichnungen
- 2008 Teilnahme am ECHL All-Star Game

## AHL-Statistik
(Stand: Ende der Saison 2010/11)